# Mass Effect (trò chơi điện tử)
Mass Effect là một trò chơi điện tử nhập vai hành động phát triển bởi BioWare cho Xbox 360 sau đó được chuyển đến Microsoft Windows bởi Demiurge Studios. Phiên bản Xbox 360 đã được phát hành trên khắp thế giới từ tháng 11 năm 2007 bởi Microsoft Game Studios. Phiên bản Windows được phát hành vào ngày 28 tháng 5 năm 2008 bởi Electronic Arts .
Trò chơi lấy bối cảnh năm 2183 với người chơi đảm nhận vai trò một người lính tinh nhuệ của loài người tên Tư lệnh Shepard để khám phá thiên hà trên con tàu SSV Normandy. Tiêu đề mass effect là để chỉ một hình thức của công nghệ quán tính ức chế, cho phép đi nhanh hơn tốc độ ánh sáng.
Phần tiếp theo của nó, Mass Effect 2 đã phát hành vào ngày 26 tháng 1 năm 2010 và diễn ra 2 năm sau các sự kiện của trò chơi đầu tiên. Mass Effect 2 còn trực tiếp sử dụng dữ liệu mà người chơi lưu lại từ trò chơi đầu tiên để ảnh hưởng đến các sự kiện và cốt truyện trong trò chơi thứ hai, căn cứ vào các sự kiện và chủ đề nhất định tường thuật về các quyết định và hành động mà người chơi thực hiện trong trò chơi đầu tiên.
Ngoài phần tiếp theo và phần ba đang được phát triển để tạo ra một bộ ba, BioWare lên kế hoạch phát hành nhiều tập nội dung trực tuyến để điền vào các câu chuyện giữa mỗi trò chơi, mặc dù những tập phim này là không cần thiết cho sự hiểu biết cốt truyện chính . Gói nội đầu tiên tải về, Bring Down the Sky, được phát hành vào ngày 10 tháng 3 năm 2008 (với một phiên bản PC phát hành vào ngày 29 tháng 7 năm 2008). Gói nội dung tải về thứ hai, Pinnacle Station, được phát hành vào ngày 25 tháng 8 năm 2009 cho PC và Xbox 360. 

## Cách chơi

### Tạo người chơi và lớp nhân vật
Mặc dù hầu hết các ảnh chụp màn hình của trò chơi và khái niệm nghệ thuật cho thấy một nam Tư lệnh Shepard "mặc định", người chơi vẫn có thể tùy biến vẻ ngoài, giới tính, khả năng và thậm chí cả nền tảng quân sự nhân vật của họ 
Trò chơi bao gồm 6 lớp nhân vật . Mỗi lớp có chứa một số "tài năng"; như là mỗi tài năng được thăng cấp, nhân vật có thể tăng số liệu thống kê (thêm máu, sức chịu đựng, vv), mở ra khả năng mới (ví dụ như nâng cấp tài năng Shotgun mở ra khả năng "Carnage", cho phép nhân vật bắn ra một vụ nổ tập trung từ shotgun), hoặc mở các tài năng khác. Mỗi lớp cũng sở hữu một tài năng độc đáo với tên giống như lớp tương ứng của nó; các nhân vật cũng có thể có tài năng gắn liền với nền tảng của họ . Nhân vật đạt đến cấp độ 20 sẽ mở khóa nhiệm vụ phụ "Rogue VI" trên Luna (Mặt Trăng của Trái Đất) trong hệ hành tinh mà sau khi hoàn thành, người chơi được phép chọn một lớp học chuyên môn mới, do đó mở một thanh tài năng mới. Các lớp chuyên gia của nhân vật được cung cấp phụ thuộc vào các lớp cơ sở.
Khi nhân vật lần đầu tiên được tạo ra, sáu lớp sẽ có sẵn: Soldier, Engineer, Adept, Infiltrator, Sentinel và Vanguard. Soldier có tay nghề cao nhất với vũ khí, Engineer tận dụng tối đa mọi công cụ và công nghệ, khả năng, và Adepts là tốt nhất trong việc sử dụng sức mạnh sinh học. Các lớp khác là sự kết hợp của ba lớp đầu tiên: Infiltrators là sự kết hợp của Soldier và Engineer, Sentinel là sự kết hợp của Engineer và Adepts, và Vanguards là sự kết hợp của Soldier và Adepts. Trong khi các lớp kết hợp không có sự tập trung vào lớp chính, chúng vẫn rất là linh hoạt và cung cấp cơ hội chơi trò chơi độc đáo. (Vanguards, ví dụ, có thể truy cập đến một nửa trong số các kỹ năng của Soldier và một nửa trong những kỹ năng của Adept).
Người chơi cũng có một số kiểm soát đến câu chuyện gốc nhân vật của họ. Có thể để lựa chọn để có được là "spacer" (sinh ra và nuôi dưỡng trong không gian), "colonist" (sinh ra trên một thuộc địa của Trái Đất) hoặc "Earth-born" (lớn lên trên đường phố của một trong các thành phố của Trái Đất). Họ cũng có thể được lựa chọn là người sống sót duy nhất của một trận chiến khủng khiếp, một anh hùng chiến tranh, hoặc một người lính tàn nhẫn. Nguồn gốc, chỉ có một hiệu ứng nhỏ trong trò chơi, mặc dù rất nhiều nhân vật sẽ tham chiếu đến nền lựa chọn của người chơi khi nói chuyện với Tư lệnh Shepard. Nền tảng của nhân vật cũng có thể ảnh hưởng đến việc một số nhiệm vụ phụ có sẵn hay không. Với một vài trường hợp ngoại lệ, nền tảng của nhân vật không ảnh hưởng trực tiếp đến sự lựa chọn cuộc đối thoại của người chơi.

### Đối thoại và đạo đức
Các trò chơi trước đây của BioWare như Star Wars: Knights of the Old Republic và Jade Empire sử dụng một hệ thống hội thoại nơi mà người chơi có thể chọn một số từ phản ứng sau khi các nhân vật không chơi được (NPC) nói xong. Mass Effect có một hệ thống phản ứng với các NPC hiển thị như là những giai điệu chung của tin nhắn, chứ không phải là sao chép giống từ của tin nhắn (ví dụ, nếu người chơi lựa chọn "Bạn đang lo lắng quá nhiều", Shepard thực sự có thể nói, "Bạn luôn luôn mong đợi điều tồi tệ nhất").
Một trình đơn lệnh bố trí hình tròn, được chia thành 6 phần bằng nhau giống như một biểu đồ hình tròn, được hiển thị ở dưới cùng của màn hình khi một cuộc trò chuyện được bắt đầu. Mỗi phần được chỉ định một mô tả ngắn gọn về mục đích của phản ứng, thường là một cụm từ ngắn như "Điều gì đang xảy ra?". Đáp ứng được chọn bằng cách di chuyển thanh analog (hoặc chuột trong phiên bản Windows) theo hướng đáp ứng mong muốn trên vòng tròn và nhấn một nút. Trình đơn lệnh được tổ chức như vậy mà mỗi phần được chỉ định một khuynh hướng cụ thể (là tốt đẹp, tiêu cực, vv), do đó, người chơi đã trở nên thoải mái với hệ thống mà họ không còn phải đọc menu, và có thể đáp ứng một cách thích hợp, ngay lập tức, nếu muốn. BioWare có ý định để hệ thống này nhằm cho phép trò chơi mang nhiều tính điện ảnh và giải phóng người chơi từ việc đọc một lượng lớn đối thoại, như sẽ được yêu cầu với hệ thống thường được sử dụng đơn giản là có người chơi lựa chọn hoàn tất, đôi khi, báo cáo bằng văn bản .
Đối thoại là trung tâm cho hệ thống đạo đức của trò chơi. Câu chuyện phụ và số lượng các nhân vật được lựa chọn tương tác trong Mass Effect bị ảnh hưởng bởi đạo đức của người chơi. Không giống như trong các trò chơi trước đó của BioWare, nhấn mạnh vào việc trở thành một nhân vật "tốt" hay "ác" là giảm đi. Câu chuyện tổng thể cũng bị ảnh hưởng bởi sự lựa chọn cá nhân của người chơi. Giám đốc dự án Casey Hudson của BioWare đã nói: "phong cách [của người chơi] chơi trong suốt trò chơi sẽ dẫn đến kết thúc phân kỳ sẽ xác định số phận của chính nhân loại," ảnh hưởng đến không chỉ phần đầu tiên, mà còn là phần tiếp theo . Đạo đức chủ yếu là được xác định bởi sự lựa chọn của người chơi trong khi đàm thoại .
Hudson nói thêm rằng thay vì có phương pháp tiếp cận "tốt" và "ác" của các trò chơi trước kia của BioWare, đạo đức trong Mass Effect, là dựa trên điểm "Paragon" cho việc lựa chọn các hành động quân sự lịch sự và chuyên nghiệp hơn, hoặc điểm "Renegade" để có cách tiếp cận tàn nhẫn và không có tù nhân. "Paragon" và "Renegade" được ghi trên hai quy mô riêng biệt (tức là tham gia một tùy chọn "Paragon" sẽ không phủ nhận tùy chọn "Renegade"), như trái ngược với các trò chơi BioWare khác như Knights of Old Republic với điểm đạo đức được cho trên một thang điểm duy nhất để làm cho sự lựa chọn "Light Side" phủ nhận các nhân vật thay đổi đạo đức đã trải qua để thực hiện một sự lựa chọn "Dark Side". NPC phản ứng khác nhau với một nhân vật tùy thuộc vào sự lựa chọn đạo đức quá khứ của họ .

### Chiến đấu và khả năng
Chiến đấu trong Mass Effect diễn ra trong thời gian thực, nhưng người chơi có thể tạm dừng tại bất kỳ thời điểm nào để thay đổi vũ khí của đội hình, lựa chọn khả năng khác nhau cho các thành viên trong đội để sử dụng, hoặc ra lệnh đội hình chung. Người chơi và các đồng minh sử dụng vũ khí (sửa đổi với những nâng cấp khác nhau trong suốt trò chơi), khả năng công nghệ cao (can thiệp với các thiết bị và khả năng của đối phương), và sinh học (tương tự như các cuộc tấn công phép thuật, sức mạnh Thần lực trong các trò chơi khác) để chống lại kẻ thù của họ. Người chơi trực tiếp kiểm soát hành động nhân vật của họ cũng như các cuộc tấn côn của đồng đội, nhưng không thể chỉ huy trực tiếp. Tuy nhiên, người chơi có thể ra lệnh bằng cách sử dụng các phím định hướng , cho phép người chơi nói với các nhân vật khác để ẩn nấp, tập hợp, tấn công một mục tiêu cụ thể, hoặc để trinh sát trước. Vũ khí và khả năng của các thành viên trong đội được lựa chọn thông qua việc sử dụng hai giao diện "bánh xe": một cho các loại vũ khí của đội, và danh sách có sẵn các sức mạnh của mỗi thành viên trong đội và thời gian nạp lại. Giao diện lệnh đã được làm lại cho phiên bản Windows với màn hình ở hai bên của HUD cho mỗi thành viên trong đội hình.
Các khả năng và sức mạnh đặc biệt mà nhân vật sở hữu được xác định bởi các kỹ năng được phân công vào đầu trò chơi và điểm kinh nghiệm kiếm được đã được phân bổ kể từ đó. Một số khả năng đặc biệt bao gồm một nâng sinh học có thể được sử dụng để cầm lấy vật dụng và kẻ thù, và khả năng công nghệ cao làm giảm lá chắn của kẻ thù. Hai khả năng khác, Charm và Intimidate, phụ thuộc vào điểm, tiến triển cốt truyện, và số điểm Paragon hoặc Renegade mà người chơi đạt được; nâng cao cấp độ của những điểm này sẽ không mở bất cứ cuộc tấn công nào, nhưng thay vào đó là mở các cuộc đối thoại mới trong trò chơi.
Khả năng đặc biệt mà người chơi có thể sử dụng trong trò chơi là khả năng công nghệ và sinh học. Khả năng công nghệ và sức mạnh hỗ trợ được sử dụng chống lại vũ khí của đối phương và công nghệ, cũng như sinh học. Chúng được kích hoạt thông qua omni-tool, mà ba trong số các lớp nhân vật chính có thể sử dụng: Engineers, Infiltrators, và Sentinels. Những khả năng này bao gồm phá hủy lá chắn hoặc phá hoại vũ khí, và khiến robot đối phương bắn vào đội hình của chính họ. Khả năng công nghệ được dùng thụ động, chẳng hạn như tài năng Electronics, cho phép nhóm mở thùng bị khóa hoặc các thành phần cứu hộ từ xác tàu. Sinh học là sức mạnh truy cập bởi các nhân vật sử dụng cấy ghép nhằm nâng cao khả năng tự nhiên để thao tác năng lượng tối. Những khả năng này bao gồm ném kẻ thù xung quanh với tâm trí, nâng cao lá chắn có khả năng chống lại súng của kẻ thù nhưng vẫn cho phép người chơi bắn qua chúng, và tạo ra các dị thường nhỏ khiến kẻ thù và các bộ phận phá hủy của môi trường xoáy. Ba trong số các lớp nhân vật chính có thể sử dụng sinh học là Adepts (lớp sinh học chính), Vanguards, và Sentinels.

### Vũ khí và trang thiết bị
Mass Effect có bốn 4 vũ khí thông thường (súng ngắn, shotgun, súng trường tấn công, súng bắn tỉa) và lựu đạn, cùng với một loạt các vũ khí và áo giáp nâng cấp. Người chơi có thể tạm dừng trò chơi vào bất cứ lúc nào và thay đổi các thiết bị được sử dụng bởi các thành viên trong đội. Đây là một khía cạnh chiến lược quan trọng của trò chơi, vì lựa chọn các thiết bị chính xác có nghĩa là sự khác biệt giữa một chiến thắng nhanh chóng và thất bại. Tarng bị được sử dụng có thể nhìn thấy trên các nhân vật; áo giáp có các vẻ ngoài khác nhau và tất cả vũ khí được gấp lại thành các phiên bản nhỏ gọn được lưu trữ trên lưng của nhân vật. Vũ khí có thể được lấy ra bằng cách sử dụng một bánh xe vũ khí tương tự như bánh xe tài năng.
Đạn dược trong trò chơi là không giới hạn; thay vì cần phải nạp lại, vũ khí sẽ tăng nhiệt độ cho đến khi quá nóng và không có thể bắn cho đến khi nguội lại. Trong trò chơi, những lý do cho điều này là các vũ khí được nạp với các "viên gạch" của vật liệu đạn dược, và mỗi băng đạn là bị cắt ra khỏi nguồn cung cấp đạn dược chính. Các băng đạn được mô tả như là kích thước của một "hạt cát" và được đưa ra thông qua công nghệ tăng tốc hàng loạt ở tốc độ rất cao. Bắn một loại vũ khí liên tục hoặc sử dụng một vũ khí mà không được đào tạo sẽ cho kết quả là độ chính xác giảm, đại diện bởi một mặt kẻ ô nhắm mục tiêu mở rộng. Các điểm Talent được chi cho một loại vũ khí, các khiến chúng chính xác và gây thiệt hại lớn hơn.
Các nhân vật mặc hardsuits hai lớp, phục vụ chiến đấu và phù hợp với EVA. Có ba cách phân loại hardsuits: nhẹ, trung bình, và áo giáp nặng. Những bộ đồ này cung cấp một nguồn oxy vô hạn, cũng như bảo vệ tạm thời từ các mối nguy hiểm như nhiệt và bức xạ. Bộ đồ nặng hơn khiến nhân vật ít bị tổn thương hơn, nhưng cũng khiến di chuyển chậm hơn. Bộ đồ cũng được trang bị với các rào cản động, hoạt động như một lá chắn chống. Ngoài Liara, người có thể mặc áo giáp của con người, những nhân vật không phải con người đòi hỏi một loại áo giáp tương ứng với chủng tộc của họ. Nhân vật nắm giữ sức mạnh sinh học hoặc công nghệ cũng có thể nâng cấp sức mạnh sinh học hoặc omni-tolls của họ để thêm sát thương hoặc giảm thời gian đếm ngược của kỹ năng.
Các thiết bị được tìm thấy bởi người chơi thường tăng cả về số liệu thống kê và chi phí, biểu hiện bằng các lớp đánh dấu từ I đến X. Vũ khí và áo giáp cấp cao hơn cũng có khe cắm nâng cấp nhiều hơn so với các loại thuộc tầng lớp thấp. Nâng cấp được tìm thấy vào trò chơi thuộc vào một trong bốn loại: nâng cấp vũ khí, nâng cấp áo giáp, nâng cấp đạn, và nâng cấp lựu đạn. Nâng cấp vũ khí và áo giáp thêm vào số liệu thống kê nhất định của mặt hàng đó được đưa vào, chẳng hạn như tính chính xác hoặc lá chắn, trong khi nâng cấp đạn và lựu đạn cho phép tăng sát thương hoặc làm giảm tốc độ khi bắn hoặc ném vào kẻ thù.

### Du hành
SSV Normandy, tàu không gian của nhân vật và công nghệ cao trong bối cảnh của trò chơi phục vụ như là chế độ chính của giao thông vận tải.
Do trò chơi trải dài khắp thiên hà, các chuyến đi phải được thực hiện từ hành tinh này đến hành tinh khác. Người chơi lựa chọn điểm đến bằng cách chọn thông qua một bản đồ thiên hà . Thiên hà được chia thành rất nhiều tổ chức, quy mô thu hẹp từ cụm sao, hệ thống sao, và cuối cùng xuống tới các hành tinh.
Du hành thông qua vũ trụ Mass Effect được hỗ trợ thông qua việc sử dụng các Mass Relays, những hiện vật công nghệ có khả năng vận chuyển tàu không gian gần như tức thời giữa các cụm sao và các hệ thống, và giống như một gimbal có hai vòng. Có hai loại Mass Relays là sơ cấp và thứ cấp. Chuyển tiếp chính là liên kết với một đôi, và do đó, có một dòng duy nhất của du hành, nhưng có chiều dài gần một trăm ngàn năm ánh sáng, theo Codex của trò chơi. Chuyển tiếp thứ cấp là đa hướng và có thể gửi tàu chuyển tiếp đến bất kỳ điểm nào trong phạm vi giới hạn của nó là khoảng một trăm năm ánh sáng.
Một khi người chơi quyết định một hệ thống để viếng thăm, một số tùy chọn có sẵn. Một số hành tinh chỉ đơn giản là để hoàn thành hệ thống. Những hành tinh khác chỉ có thể được khảo sát đối với nguyên liệu có giá trị. Một số tiểu hành tinh, Mặt Trăng, và các tàu vận tải không gian nhỏ cũng có sẵn cho cuộc điều tra. Cuối cùng, một số hành tinh có thể được hạ cánh trên đó và khám phá. Người chơi có thể đi bộ hoặc sử dụng xe bọc thép vược mọi địa hình được gọi là M35 Mako. Một số phân đoạn chiến đấu của trò chơi yêu cầu sử dụng chiếc xe này. Hầu hết các phân đoạn câu chuyện chính (và nhiều nhiệm vụ phụ) là hướng tới hành động bắn súng trên chân.
Mặc dù trò chơi theo sau một câu chuyện chính, Mass Effect bao gồm một số lượng lớn các nhiệm vụ phụ và tự do đi lang thang "thám hiểm thế giới" có thể đạt được bằng cách chọn thông qua bản đồ thiên hà. Hầu như mỗi thế giới đều là một phần của một nhiệm vụ phụ, cho dù người chơi đã phát hiện ra nhiệm vụ hay không. Thông thường, Shepard sẽ được liên lạc để thông báo về các nhiệm vụ phụ bởi Đô đốc Hackett của Hạm đội Liên minh thứ 5, nếu hệ thống chứa một nhiệm vụ phụ có sự quan tâm trực tiếp cho quân đội Liên minh.

## Cốt truyện

### "Mass Effect"
Giám đốc dự án Casey Hudson giải thích về "Mass Effect" như sau:
Bên trong vũ trụ của trò chơi, mass effect là một hiện tượng vật lý mới được phát hiện (đối với con người) có tiềm năng theo dòng của các lực vật lý như trọng lực và điện từ. Đó là những gì mà nhà vật lý trong cuộc sống thực đang gọi là "năng lượng tối", như giải thích cho việc mở rộng tăng tốc của vũ trụ - mà chỉ mới gần đây mới được phát hiện ra và tách ra khỏi khái niệm trước đó của vũ trụ mở rộng nên bị chậm xuống vì lực hấp dẫn.

Hudson giải thích rằng những sinh vật nhất định được phát triển để cảm nhận và thao tác mass effect như một số sinh vật thực tế trong cuộc sống như cá mập và cá chình điện có thể cảm nhận và thao tác điện từ theo những cách đặc thù. Một số con người có những khả năng này và có thể được tăng cường thông qua cấy ghép não, và các thao tác đào tạo của Mass Effect được gọi là "biotic".
Trung tâm công nghệ của trò chơi xung quanh một chất hư cấu được gọi là "nguyên tố không" (element zero), hay chính thức hơn là "eezo". Khi nguyên tố không được tiếp xúc với một dòng điện, nó tạo ra một "mass effect" làm thay đổi khối lượng của bất cứ thứ gì bên trong lĩnh vực này, một nguyên nhân tích cực hiện nay tăng, và giảm tiêu cực hiện tại. Điều này cho phép tạo ra các "rào cản động", trọng lực nhân tạo kiểu khoa học viễn tưởng và đi nhanh hơn ánh sáng, giữa những thứ khác.

### Thiết lập
Mass Effect được thiết lập trong năm 2183. Ba mươi lăm năm trước đó, nhân loại phát hiện ra một bộ nhớ công nghệ trên Sao Hỏa, được cho là được xây dựng bởi một chủng tộc công nghệ tiên tiến nhưng dài nhưng đã tuyệt chủng từ lâu được gọi là Protheans. Nghiên cứu và thích ứng với công nghệ này, nhân loại đã quản lý để vược qua hệ Mặt trời và đã thành lập rất nhiều thuộc địa và gặp phải các loài khác nhau ngoài Trái Đất trong thiên hà. Sử dụng các hiện vật ngoài hành tinh được biết đến như Mass Relays, rất nhiều chủng tộc có thể đi du hành gần như ngay lập tức trên khắp thiên hà rộng lớn. Trong trò chơi, nhân loại đã hình thành Human Systems Alliance, một trong nhiều cơ quan độc lập tạo nên tập thể của "Citadel Space".
Human Systems Alliance là một thế lực đang lên trong giai đoạn thiên hà. Cuộc chiến tranh duy nhất nà họ tham gia là "First Contact War" vào năm 2157. Một đoàn thám hiểm thăm dò của con người đã được kích hoạt một Mass Relays không hoạt động (được coi là không an toàn bởi các chủng tộc Citadel, vì nó dẫn đến Rachni Wars mô tả dưới đây). Turians tấn công hạm đội nhỏ và tiến hành chiếm giữ thuộc địa gần nhất của con người, Shanxi. Turians tiến hành bỏ đói con người và chiếm hành tinh. Đối mặt với nạn đói, lực lượng đồn trú của con người đầu hàng Turian Hierarchy. Một tháng sau đó, Second Fleet của con người phản ứng bằng cách tiêu diệt hạm đội turian xung quanh Shanxi. Trong phản ứng, turian chuẩn bị cho một cuộc chiến tranh quy mô đầy đủ. Citadel Council thấy rằng nhân loại sẽ bị tiêu diệt hoặc sáp nhập bởi turians và bước vào. Loài người sau đó được cho mở một đại sứ quán trong Citadel Council.
Citadel Space được cai trị bởi một cơ quan tập đoàn của các chính phủ được gọi là Council, được thực hiện bởi các thành viên của 3 chủng tộc người ngoài hành tinh nổi bật: asari, một chủng tộc người ngoài hành tinh đơn tính tương tự như phụ nữ của con người với nước da màu xanh; salarian có đời sống ngắn ngủi; và turians giống raptor. Các loài ngoài hành tinh khác được nhìn thấy trong trò chơi bao gồm loài bò sát krogan, batarian hình người, bốn mắt; Hanar giống sứa, Elcor đơn điệu, bốn chân và những loài thích nghi với môi trường là quarian và volus. Hàng chục người ngoài hành tinh khác được khẳng định tồn tại trong suốt thiên hà, nhưng không nhìn thấy hoặc được đề cập trong trò chơi.
Phần lớn lịch sử và giải trình đều có liên quan tới "Codex", một bách khoa toàn thư trong trò chơi có mục mở rộng khi người chơi điều tra địa điểm mới và yêu cầu các câu hỏi của cư dân của nó. Ba cuộc chiến tranh lịch sử, trước sự hiện diện của con người trong Citadel Space, đặc biệt thích hợp cho người chơi.
1. "Rachni Wars" bắt đầu khoảng 1 CE; những người ngoài hành tinh giống con trùng được phát hiện khi các nhà thám hiểm Citadel đã mở một Mass Relays không hoạt động và vô tình giới thiệu họ với thiên hà. Trong gần một thế kỷ xung đột, Rachni gần như áp đảo các chủng tộc Citadel, cho đến khi người salarian phát hiện krogan, một loài hiếu chiến đã phát triển hệ thống cơ quan dự phòng, một xu hướng xâm lược và tỷ lệ sinh vô cùng cao để tồn tại trên các điều kiện của quê nhà Tuchanka. Salarian "nâng cao văn hóa" người krogan, tặng cho chủng tộc này công nghệ tiên tiến, y học và truy cập tới bề mặt hành tinh bị tàn phá bởi mùa đông hạt nhân, chất độc và đầy dẫy động vật ăn thịt luẩn quẩn. Tộc krogan phát triển tham gia cuộc chiến chống lại Rachni và cuối cùng đã hủy diệt hoàn toàn Rachni về thế kỷ thứ 3 CE.
2. "Krogan Rebellions" bắt đầu khoảng 700 CE và trực tiếp xuất phát từ sự nâng lên trong Rachni Wars. Krogan tiến hành một chính sách thực dân xâm lược, cuối cùng đòi lấy thế giới được cư trú bởi các chủng tộc Citadel khác. Ngoại giao không thành công và ngay cả với việc turian (những người mới đến Citadel) đứng về phía họ, Council một lần rơi vào một cuộc chiến tranh đang thua dần. Các giải pháp cuối cùng đến trong hình thức "genophage", một dạng di truyền đột biến cùng sáng tạo ra bởi Salarian và Turian, khiến tỷ lệ thai lưu và sẩy thai của Krogan tăng cao. Mặc dù genophage đã được triển khai trước 800 CE, văn hóa krogan vẫn còn phải vật lộn để thích nghi với nó trong thời điểm "hiện tại" (2183 CE).
3. Cuối cùng, "Geth Wars" là kết quả của những nỗ lực của quarians để xây dựng người máy cho mục đích lao động và quân sự. Geth đã được cố tình thiết kế để mỗi cá nhân là một nền tảng phần cứng tương đối hạn chế, dựa trên mạng không dây để đạt được sức mạnh xử lý cao hơn, nhưng quarian tinh chỉnh chương trình của họ rộng rãi, cho phép geth phát triển thành trí tuệ nhân tạo thực sự. Quarian sợ hãi ra lệnh phá hủy geth một khi nhận ra những gì họ đã làm, và geth, vì bảo vệ cuộc sống của chính mình đã tuyên chiến chống lại người sáng tạo của mình. Geth giành chiến thắng vào năm 1895 CE khi người quarian quyết định từ bỏ hành tinh của họ và từ đó cư trú chủ yếu trên "Migrant Fleet", một đội tàu bao gồm 50.000 tàu không gian. Geth, về phần mình, đã không được nhìn thấy kể từ khi chiến tranh kết thúc, và mục đích hiện tại thực sự của họ là hoàn toàn không rõ.

Trò chơi diễn ra chủ yếu ở 2 địa điểm: tàu khu trục nhỏ nguyên mẫu SSV Normandy, và Citadel, một trạm không gian khổng lồ, cổ đại được xây dựng bởi Protheans và hiện đang hoạt động như là trung tâm của nền văn minh thiên hà. Tuy nhiên, trong suốt trò chơi, người chơi có thể điều hướng Normandy tới các hành tinh, Mặt Trăng và các điểm đến khác nhau.

### Nhân vật
Người chơi được giả định là kiểm soát trực tiếp Tư lệnh Shepard, một người cựu binh , người có thể được tùy chỉnh bởi người chơi. Vẻ ngoài của nhân vật cũng khác nhau dựa trên các vũ khí và áo giáp mà người chơi sử dụng . Bên cạnh việc tùy biến giới tính và vẻ ngoài của Shepard, người chơi cũng có thể chọn một câu chuyện gốc cho nhân vật, vốn ảnh hưởng đến đối thoại trong suốt trò chơi, cũng như các nhiệm vụ phụ nào có sẵn cho nhân vật .
Nhân vật chính của người chơi là hầu như luôn luôn đi kèm với hai nhân vật thêm, cung cấp hỗ trợ trong những trận chiến và góp phần đối thoại . Những nhân vật này không được tạo ra bởi người chơi và chỉ kiểm soát họ một cách có hạn chế để di chuyển đội hình và sử dụng khả năng công nghệ/sinh học của họ. Trong khi trên tàu Normandy, người chơi có thể xây dựng mối quan hệ giữa Shepard và những nhân vật này, có khả năng mở tập thêm. Có 6 nhân vật được gặp nhau trong trò chơi, những người sẽ tham gia vào cuộc chiến; mỗi người có một câu chuyện gốc chi tiết và lý do riêng của việc họ muốn giúp đỡ. Hai trong số các nhân vật là con người và bốn là người ngoài hành tinh.
Dàn diễn viên lồng tiếng của Mass Effect bao gồm:
- Mark Meer và Jennifer Hale lồng tiếng cho phiên bản nam và nữ của Tư lệnh Shepard.
- Liz Sroka lồng tiếng cho Tali'Zorah Nar Rayya.
- Kimberly Brooks lồng tiếng cho Gunnery Chief Ashley Williams.
- Raphael Sbarge lồng tiếng cho Thiếu tá Kaidan Alenko.
- Keith David lồng tiếng cho Thuyền trưởng David Anderson.
- Ali Hillis lồng tiếng cho Dr. Liara T'Soni, trong khi Jillian Murray là mô hình cấu trúc cho cơ thể của nhân vật.
- Lance Henriksen lồng tiếng cho Đô đốc Steven Hackett.
- Marina Sirtis lồng tiếng cho Matriarch Benezia [13].
- Fred Tatasciore lồng tiếng cho Saren Arterius.
- Seth Green lồng tiếng cho Jeff "Joker" Moreau [14].
- Steven Barr lồng tiếng cho Urdnot Wrex
- Brandon Keener lồng tiếng cho Garrus Vakarian.

### Cốt truyện
Trò chơi bắt đầu trên tàu thử nghiệm SSV Normandy, chỉ huy bởi thuyền trưởng Anderson và sĩ quan điều hành, Trung tá Tư lệnh Shepard. Normandy được gửi đến thuộc địa của con người trên Eden Prime để khôi phục một cột tín hiệu Prothean mới được khai quật. Để hỗ trợ, Citadel Council, cơ quan chủ quản chính của thiên hà, đã gửi một trong những đặc vụ hàng đầu của họ, Nihlus, một Spectre người turian. Ông cũng đã được chỉ định để quan sát Shepard, một ứng cử viên cho thành viên Spectre. Spectre (đặc vụ của văn phòng "Chiến thuật đặc biệt và do thám") là trên luật pháp và làm việc trực tiếp cho Council. Chưa có con người nào nhận được danh hiệu này và Human Systems Alliance, đặc biệt là người đại diện cho con người trong Council là Donnel Udina, hy vọng rằng bằng cách đạt được danh hiệu, nhân loại sẽ nâng được vị thế trong cộng đồng giữa các thiên hà.
Nihlus, Shepard, và Kaidan Alenko hạ cánh và gặp Ashley Williams, người đã tiết lộ rằng thuộc địa Eden Prime đang bị tấn công bởi chủng tộc người máy được biết đến như là geth. Geth được chỉ đạo bởi đặc vụ Spectre nổi loạn người Turian là Saren Arterius, kẻ giết chết Nihlus. Sau khi trận chiến kết thúc, Shepard định vị cột tín hiệu và nhận được một tầm nhìn cho thấy người Protheans bị áp đảo bởi một lực lượng cơ khí.
Normandy và phi hành đoàn được triệu tập bởi Udina tới Citadel. Thật không may, Shepard không thể thuyết phục Council về sự phản bội của Saren mà không có bằng chứng vững chắc. Sĩ quan an ninh của Citadel là Garrus Vakarian và lính đánh thuê krogan tên Urdnot Wrex dẫn Shepard đến một thợ cơ khí người quarian tên là Tali'Zorah Nar Rayya, người ghi âm về một cuộc trò chuyện giữa Saren và một Matriarch người asari tên là Benezia, thảo luận về chiến thắng của họ trên Eden Prime. Ghi âm này cũng đề cập đến một hiện vật được gọi là "Conduit" và sự trở lại một lực lượng được gọi là Reaper. Trước bằng chứng này, Council hủy bỏ tình trạng Spectre của Saren và làm cho Shepard là Spectre đầu tiên của con người. Shepherd được lệnh săn lùng Saren với sự hỗ trợ của Kaidan, Ashley, Garrus, Wrex và Tali cùng phi công "Joker" Moreau.
Thuyền trưởng Anderson bước xuống và giao quyền chỉ huy cho Shepard, người sử dụng tàu Normandy để theo dõi một số được cung cấp bởi Anderson và Udina. Trên Therum của Artemis Tau Cluster, Shepard và giải cứu nhà khảo cổ học người asari là tiến sĩ Liara T'soni, con gái của Matriarch Benezia. Bởi vì khả năng sinh học và chuyên môn về Protheans, Liara gia nhập đội của Shepard. Trên thuộc địa của Feros, Shepard đẩy lùi lực lượng mà Saren gửi đến điều tra Thorian, một sinh vật giống thực vật có sức mạnh kiểm soát cá nhân. Từ những dấu vết này, Shepard biết được về tàu hạm kì Sovereign của Saren, thứ cũng sở hữu khả năng kiểm soát tâm trí độc đáo. Trên Noveria, Shepard bám theo Benezia trong khi chiến đấu với cả geth và Rachni, vốn được cho rằng đã tuyệt chủng. Benezia cuối cùng bị đánh bại và bà tiết lộ rằng lẫn bà và Saren đều bị kiểm soát bởi Sovereign. Shepard cũng phải đối mặt với một nữ hoàng Rachni và phải quyết định xem có nên tiêu diệt lại chủng tộc Rachni hoặc cho phép họ ra đi. Cuối cùng, ở giữa nhiệm vụ, Shepard có sự lựa chọn lãng mạn với một trong các thuyền viên; nam Shepard có thể tán tỉnh với Ashley và nữ với Kaidan, trong khi Liara thì có sẵn cho cả hai.
Sau khi hoàn thành những nhiệm vụ này, Council thông báo cho Shepard về một đơn vị xâm nhập người salarian đã phát hiện ra căn cứ chính hoạt động chính trên hành tinh Virmire của Saren. Khi đến nơi, Shepard biết rằng Saren đã phát hiện ra một cách chữa một lại bệnh krogan được biết đến như genophage. Sử dụng nó, ông ta có kế hoạch tạo ra một đội quân chiến binh krogan không thể chặn đứng. Khi Wrex phát hiện ra về cách chữa, ông quyết định phản bội lại đội. Shepard phải giết Wrex, để Ashley giết anh ta, hoặc thuyết phục anh ta tin tưởng quyết định của Shepard. Một khi cuộc xung đột này được xoa dịu, Shepard đồng ý giúp salarian trong việc phá hủy cơ sở bằng cách dặt một thiết bị hạt nhân nổ bên trong nó. Shepard dẫn đội xâm nhập, trong khi Đội trưởng Kirrahe của salarian dẫn đầu một cuộc tấn công đánh lạc hướng với Ashley hoặc Kaidan là phó chỉ huy.
Bên trong cơ sở, Shepard phát hiện ra cột tính hiệu Prothean khác, mà chuyển giao kiến thức của mình cho anh hoặc cô ta. Shepard sau đó phải đối mặt với Sovereign, người hóa ra là một Reaper. Sovereign cho thấy bản chất thật sự khủng khiếp của Reaper và thiết kế của họ: Reaper vẫn còn nằm trong "không gian đen tối" bên ngoài thiên hà, chờ đợi trong nhiều thiên niên kỷ như cuộc sống hữu cơ phát triển, đồng thời phát hiện ra các Mass Relays (tự xây dựng bởi Reaper) và mở rộng trong suốt thiên hà dọc theo các tuyến đường hiện có trước. Một khi các chủng tộc đã đạt đến một mức độ nhất định của việc mở rộng, Reaper được đánh thức và thanh lọc tất cả các sự sống hữu cơ. Trong sự thật, người Protheans chưa bao giờ được xây dựng Citadel hoặc Mass Relays, mà đúng hơn là nạn nhân mới nhất trong một loạt dài các chủng tộc được gieo trồng và thu hoạch một cách có hệ thống bởi Reaper như là một phần của một chu kỳ. Sovereign thấy Shepard và nền văn minh hiện nay không khác nhau với những người trước đó.
Sau khi đặt quả bom hạt nhân và cố gắng để thoát khỏi cơ sở, đội bị tấn công bởi Saren. Ông ta giải thích rằng ông đã liên minh với Reaper để cứu cuộc sống hữu cơ bằng cách chứng minh họ là "hữu ích". Shepard từ chối chấp nhận kế hoạch Saren và chiến đấu với ông ta. Tuy nhiên, cả Ashley và Kaidan bị vây chặt tại các vị trí tương ứng của họ và Shepard chỉ có đủ thời gian để cứu một trong khi người kia bị giết trong vụ nổ hạt nhân.
Với thông tin mà nhóm của Shepard đã đạt được, Liara có thể xác định vị trí của Conduit trên một thế giới Prothean được biết đến như Ilos, một hành tinh chỉ có thể truy cập bằng một Mass Relays đã mất từ lâu nằm sâu trong Terminus Sytem thù địch. Shepard trở về Citadel để yêu cầu sự cho phép của Council để theo đuổi Saren, nhưng lời yêu cầu của Shepard bị từ chối bởi Council, những người xem xét sự tồn tại của Reaper là quá mạo hiểm để mở một cuộc chiến tranh với Terminus Sytem. Đại sứ Udina khóa cửa Normandy khỏi Shepard, nhưng thuyền trưởng Anderson bước vào và giúp Shepard ăn cắp con tàu.
Trên bề mặt của Ilos, Shepard theo sau Saren vào một hầm cổ và gặp một máy tính thông minh của Prothean là Vigil, thứ giải thích phương pháp của Reaper. Vigil giải thích rằng Citadel Station thực sự là một mass relay kích thước lớn, mà các Reapers sử dụng để xâm nhập vào thiên hà. Trong chu kỳ cuối cùng của sự tuyệt chủng, một vài Protheans sống sót trên Ilos thông qua ngủ đông và sau đã bước vào Citadel qua Conduit, một mass relay thu nhỏ ngụy trang như một bức tượng trên Presidium. Ở đó, họ phá hoại quá trình triệu tập Reaper. Saren lên kế hoạch sử dụng Conduit để lẻn vào Citadel, nơi ông ta có thể tái kích hoạt Mass Relay của Citadel và mang Reaper trở lại.
Shepard theo đuổi Saren thông qua Conduit trong khi Sovereign và một lực lượng lớn của Geth tấn công Citadel. Sovereign hạ cánh trên tháp trung tâm của Citadel và bắt đầu kích hoạt relay, trong khi Saren sử dụng hệ thống phòng thủ của Citadel để bảo vệ nó. Shepard chiến đấu vược qua đội quân geth của Saren và đối mặt với ông lần cuối cùng. Saren tiết lộ rằng ông đã ngày càng bị tẩy não bởi Sovereign, thậm chí chấp nhận tăng thêm điều khiển học. Shepard có thể chiến đấu với Saren hoặc thuyết phục ông ta nổi loạn. Nếu thuyết phục, Saren hy sinh thân mình bằng cách tự tử, loại bỏ công cụ quan trọng của Reaper.
Citadel Fleet đã tạm giữ Council nhưng đang thua trong trận chiến, trong khi đó, Joker liên lạc với Shepard từ người đứng đầu Human Systems Alliance. Shepard có thể ra lệnh cho hạm đội Alliance cứu Council, trực tiếp đuổi theo Sovereign trong khi mạo hiểm mạng sống của Council hoặc thậm chí bỏ qua Council hoàn toàn và bỏ mặt họ chết. Dù vậy, xác chết của Saren được tái tạo bởi Sovereign, người tấn công Shepard qua Saren trong khi đồng thời chống lại Alliance dưới hình thức tàu. Cuối cùng, nhân loại chiếm ưu thế, và xác chết của Saren bị phá hủy trong khi Sovereign bị đánh bại bởi các Normandy.
Kết thúc chính xác của trò chơi phụ thuộc vào nhiều yếu tố, bao gồm cả số phận của Council và việc Shepard có điểm Paragon hoặc Renegade cao nhất. Nếu Shepard chọn để cứu Council, Council sẽ cảm ơn con người và cho con người tham gia Council. Hai sự lựa chọn khác sẽ dẫn đến cái chết của Council nhưng cho phép nhân loại lãnh đạo thiên hà. Shepard sau đó được yêu cầu đề cử Anderson hoặc Udina là thành viên con người của Council. Bất kể sự lựa chọn, Shepard bày tỏ ý kiến rằng Reaper vẫn còn là một mối đe dọa và phải được dừng lại.

### Chủ đề
Câu chuyện của Mass Effect chủ yếu nằm trong thể loại opera không gian và khám phá các chủ đề như tự do tư tưởng, không gian thực dân, chủ nghĩa quái hiệp, và trí thông minh nhân tạo. Câu chuyện, yếu tố con người của nó so với máy, đã thu hút được sự so sánh với tiểu thuyết Berserker của Fred Saberhagen và Battlestar Galactica , cũng như tiểu thuyết Gateway của Frederik Pohl . Các yếu tố của máy móc chọn lco5 cuộc sống hữu cơ tương tự như Revelation Space của Alastair Reynolds. Trong khi Citadel và cấu trúc quản lý của nó dường như có ảnh hưởng từ Babylon 5, với Spectre được so sánh với Anla'shok (Rangers) của cùng vũ trụ. Theo Casey Hudson, giám đốc dự án tại BioWare, những bộ phim Aliens, Blade Runner, Star Wars, Star Trek II: The Wrath of Khan và Starship Troopers đều phục vụ như là ảnh hưởng cho trò chơi .

## Phát triển
BioWare công bố Mass Effect vào ngày 4 tháng 10 năm 2005, như một trò chơi độc quyền cho Xbox 360 .
Trong tháng 1 năm 2007, IGN phỏng vấn Casey Hudson của BioWare, Giám đốc dự án Mass Effect. Hudson cho IGN rất nhiều thông tin về trò chơi, bao gồm: nguồn cảm hứng cho các trò chơi, thông tin chi tiết về cách BioWare đã chuyển đạo đức trong trò chơi điện tử vượt quá sự đơn giản giữa thiện và ác, và các thông tin về tạo nhân vật và chiến đấu .
Trong tháng 8 năm 2007, Mass Effect nhận được ngày phát hành vào ngày 20 tháng 11 năm 2007 ở Bắc Mỹ. Giám đốc điều hành của BioWare là Ray Muzyka phát biểu "Với Mass Effect, BioWare cung cấp một cuộc phiêu lưu đáng kinh ngạc cho thế hệ chơi game tiếp theo, fan của chúng tôi sẽ hành trình qua một vũ trụ rộng lớn trong tương lai, như họ đang được thách thức trong việc quyết định tác động sẽ xác định các số phận của thiên hà." Greg Zeschuk, Chủ tịch BioWare, cho biết: "Các trò chơi tốt nhất mang lại cho người chơi vào một thế giới nhập vai thực tế, đó là thú vị để khám phá từ đầu đến cuối. Chúng tôi đã đạt được trong Mass Effect bằng cách đặt người chơi ở trung tâm của một hấp dẫn, cốt truyện điện ảnh đầy đủ các nhân vật thực tế và hàng trăm địa điểm thú vị ".

## Marketing

### Phiên bản bán lẻ
Mass Effect được phát hành trong cả Standard và Limited Edition của trò chơi. Limited Edition có sẵn thông qua đặt hàng trước tại GameStop, Electronics Boutique, Amazon.com và Best Buy tại Hoa Kỳ, và trong cửa hàng tại Trung Âu. Các tính năng mà Limited Edition có như sau:
- Một cuốn sách tiểu thuyết có tiêu đề Galactic Codex: Essentials – Một hướng dẫn 36 trang với vũ trụ Mass Effect, bao gồm cả dòng thời gian của Citadel, và hướng dẫn cho tất cả các chủng tộc không phải con người, biotic, và các địa điểm quan trọng trong Perseus Arm của thiên hà.
- Một cuốn sách nghệ thuật có tựa đề A Future Imagined, trong đó bao gồm một bộ sưu tập khái niệm nghệ thuật của trò chơi.
- Một DVD bổ sung vật liệu gốc và nội dung bổ sung của Mass Effect, bao gồm:
  - Tài liệu The Vision of Mass Effect.
  - Tài liệu The Making of Mass Effect.
  - Tài liệu Interactive Storytelling.
  - Tài liệu Inside BioWare.
  - Mười tám tranh chủ đề của Mass Effect.
  - Bốn bản điều khiển chủ đề.
  - Mười bài hát từ Mass Effect.
  - Năm trailer lịch sử từ X05 qua E3 2007, và TV trailer chính thức.
  - Một bản demo cho Blue Dragon và video cho Lost Odyssey, Halo 3 và Halo Wars.
  - Thiết kế phòng trưng bày với 600 ảnh khái niệm với lời bình luận đầy đủ âm thanh bởi giám đốc nghệ thuật của trò chơi.

Limited Edition đã được làm sẵn cho đặt hàng trước tại các nhà bán lẻ trực tuyến duy nhất ở Hoa Kỳ và Canada, cũng như trong các cửa hàng tại Trung Âu. Một DVD có chứa nội dung liên quan đến sự phát triển của trò chơi cũng được phân phối cho tất cả những ai đặt hàng trước trò chơi tại Hoa Kỳ tại GameStop, Electronics Boutique và một số địa điểm của Best Buy. DVD nội dung bổ sung đã được làm sẵn cho những người đặt trước trò chơi ở Úc tại các nhà bán lẻ được lựa chọn, nhưng Limited Edition thì không.
Một phiên bản Platinum Hits được phát hành ở Bắc Mỹ vào ngày 10 tháng 2 năm 2009, trong đó bao gồm các tính năng của Limited Edition cũng như bản mở rộng Bring Down the Sky và phát triển tài liệu bổ sung, video, và âm nhạc .

### Phiên bản Windows
Một phiên bản Windows của trò chơi tạo bởi Demiurge Studios được phát hành ngày 28 tháng 5 năm 2008, với các khía cạnh của trò chơi được xây dựng lại để giải quyết những lời chỉ trích của phiên bản Xbox 360 trước kia. Ngoài ra không giống như các phiên bản Xbox 360, phiên bản Windows cũng bao gồm một DVD (đĩa hai) có chứa các phiên bản ngôn ngữ khác nhau của trò chơi. BioWare đã công bố rằng không có phiên bản sưu tập nào của phiên bản Windows sẽ được phát hành. Tuy nhiên, CD Projekt, nhà xuất bản Ba Lan của Mass Effect đã phát hành một phiên bản giới hạn. Phiên bản này có các tính năng sau:
- Trò chơi trong hai phiên bản ngôn ngữ gốc tiếng Anh và lồng tiếng Ba Lan đầy đủ trên 2 đĩa DVD. (Cũng minh họa tính năng phụ đề của ngôn ngữ thay thế).
- Tài liệu của phiên bản Ba Lan.
- Hướng dẫn và walkthrough ở Ba Lan..
- Bưu thiếp chủ đề Mass Effect.
- T-shirt N7.
- Sách nghệ thuật chứa khái niệm từ trò chơi.
- Ổ đĩa flash USB với logo Mass Effect.
- Tấm để chuột với đồ họa Normandy.
- Ổ để khóa Mass Effect.
- Hộp có chứa tất cả các yếu tố.

Phiên bản châu Âu của phiên bản Windows bao gồm một đĩa DVD t với các trò chơi được bản địa hoá cho các ngôn ngữ Đức, Pháp và Ý. Một phiên bản địa hoá Nhật Bản của Mass Effect là đang trong quá trình phát triển cho Xbox 360.

### Sự khác biệt giữa phiên bản Windows và Xbox 360
Đối với phiên bản Windows của trò chơi, những thay đổi và cải tiến gameplay đã được thực hiện như sau :
- Sắp xếp hợp lý mục thiết bị và trang bị
- Màn hình điều khiển HUD mới thay thế bánh xe sức mạnh cho sử dụng chuột dễ dàng hơn
- Khả năng cung cấp cho các thành viên trong đội với từng lệnh riêng biệt
- Tùy chỉnh phím nóng hệ thống sức mạnh sinh học và công nghệ
- Giảm đáng kể kết cấu cửa sổ pop-in
- Nút tiến và lùi chuyên dụng thay thế việc xem kiểm soát của Mako
- Minigame mới cho giải mã

### Thương hiệu
Mass Effect đã được hình thành như một bộ ba, nhưng EA đã xác nhận rằng Mass Effect "sẽ là một thương hiệu cho [EA] trong một thời gian rất dài" chỉ ra rằng thương hiệu có thể mở rộng vượt ra ngoài kế hoạch bộ ba . Trò chơi tiếp theo trong thương hiệu, Mass Effect 2, sử dụng nhiều cơ cấu trò chơi cơ khí tương tự như trò chơi đầu tiên trong thương hiệu. Một trong những điều đầu tiên được biết về Mass Effect 2 là người chơi có thể nhập tập tin lưu Mass Effect của họ vào phần tiếp theo và các quyết định được thực hiện bởi người chơi trong trò chơi đầu tiên sẽ tiếp tục có ảnh hưởng đến nhân vật của họ trong phần tiếp theo. Người chơi đã không chơi Mass Effect đầu tiên hoặc chọn không nhập một tập tin lưu sẽ bắt đầu một nhân vật mới trong Mass Effect 2, sẽ được đưa lên đến các yếu tố câu chuyện đã xảy ra vậy, đến nay trong thương hiệu .
Mass Effect 2 được phát hành vào ngày 26 tháng 1 năm 2010 tại Bắc Mỹ và ngày 29 tháng 1 năm 2010 ở châu Âu .
Một phiên bản iPhone trong loạt Mass Effect đã được công bố bởi BioWare vào ngày 2 tháng 5 năm 2009. Với tiêu đề Mass Effect Galaxy, trò chơi là một câu chuyện bên lề trong thương hiệu tập trung vào nhân vật Jacob, người xuất hiện trong Mass Effect 2 như là một thành viên của đội. Chris Priestly của BioWare khẳng định iPhone là không phải là một phần trước của thương hiệu, nhưng là một phần trong kế hoạch của BioWare để mở rộng vũ trụ của thương hiệu .

## Âm nhạc
Mass Effect Original Soundtrack được sáng tác và thực hiện bởi Jack Wall và Sam Hulick, với bản nhạc bổ sung được thực hiện bởi Richard Jacques và David Kates. Các bản nhạc này đã được Sumthing phát hành ngày 20 tháng 11 năm 2007 với 37 bản nhạc bao gồm cả bài hát kết thúc đặc trưng của trò chơi M4, Part II được thực hiện bởi Faunts . Theo các ghi chú lót và thông cáo báo chí, âm nhạc đã được lấy cảm hứng từ các phim khoa học viễn tưởng cổ điển như Blade Runner và Dune. Một phần nhạc nền cũng được minh họa trong Video Games Live.

## Nội dung tải về

### Bring Down the Sky
Phần đầu tiên của nội dung tải về (được biết đến như DLC) đã được công bố vào ngày 6 tháng 2 năm 2008. Bring Down the Sky được phát hành vào ngày 10 tháng 3 năm 2008 cho Xbox 360 và ngày 29 tháng 7 năm 2008 cho Windows. Nó cũng cần lưu ý rằng kể từ cuối tháng 1 năm 2009, DLC được thực hiện tương thích với các phiên bản của Steam, có tiêu đề sửa đổi a. Với bản sao hộp bán lẻ, người chơi sẽ cần đến đăng ký số lượng hơi nối tiếp của họ trên trang web của BioWare để nhận được các số nối tiếp cần thiết cho việc cài đặt DLC . Tuy nhiên, sau phiên bản PC phát hành đã có DLC nằm trong bản thân trò chơi gốc.
Bring Down the Sky bao gồm một thế giới mới chưa được khám phá và giới thiệu người batarian nổi tiếng và đáng sợ, một loài hình người với bốn mắt. Một nhóm cực đoan batarian đã cướp một trạm tiểu hành tinh di động trong hệ Asgard, đặt nó vào một vụ va chạm với thế giới thuộc địa Terra Nova gần đó. Chỉ có Tư lệnh Shepard có thể cứu hàng triệu thường dân vô tội trước khi tiểu hành tinh hoàn thành cú va chạm chết người của nó. Nhiệm vụ này là đồng thời với cốt truyện chính. BioWare đã tuyên bố rằng cuộc phiêu lưu nên có 90 phút để hoàn thành. Phần mở rộng này cũng có tính năng thêm một thành tích được trao tặng sau khi hoàn thành nhiệm vụ có tiêu đề là "Colonial Savior" với giá trị là 50 điểm . Ngoài ra, trong phiên bản PC của trò chơi, một tin nhắn có thể được tìm thấy ở một tiền đồn nhỏ trên tiểu hành tinh khi máy tính bên trong được đọc hai lần. Thông điệp này dường như là một sự hài hước bởi nhà phát triển cho những người khuấy động lên những tranh cãi xung quanh những cảnh lãng mạn của trò chơi trong phát hành ban đầu của rò chơi.

### Pinnacle Station
Một bộ phim tài liệu với việc phát hành của phiên bản Platinum Hits của Mass Effect đã thảo luận về nội dung tải về cho Mass Effect. Preston Watamaniuk đi vào chi tiết của DLC và nêu rõ: "Những điều chúng tôi đang làm việc trên ngay bây giờ, cho vũ trụ Mass Effect tiếp theo... chúng tôi có một cái gì đó trong Mass Effect 1 lần nữa, chúng tôi không thể để kéo ra chỉ vì chúng tôi đã không có đủ thời gian và chúng tôi đã không nghĩ rằng chúng tôi có thể để làm điều đó cũng đủ, mà là một câu lạc bộ chiến đấu hoặc một lĩnh vực. Vì vậy, chúng ta đang thực sự làm việc trên nội dung tải về tiếp theo của chúng tôi và chúng tôi hy vọng nó sẽ thực sự đặc biệt... ". Casey Hudson, giám đốc dự án cho BioWare cũng nói thêm: "Vì vậy, chúng tôi muốn có thể cung cấp cho mọi người một câu chuyện kinh nghiệm nhiều hơn nữa trong định hướng chiến đấu nhẹ. Bạn sẽ đi đến một loại chơi game chiến đấu casino không gian trong câu lạc bộ của trạm." 
Gói DLC đã được tiết lộ là mang tên Pinnacle Station sau khi nó đã bị rò rỉ trên trang web của Xbox Thụy Sĩ; các thông tin khác tiết lộ về nó là DLC sẽ mất khoảng 2-3 giờ để hoàn thành . Các sự kiện trên Pinnacle Station có hình thức phong cách nhiệm vụ như Timed, Hunt, Capture, và Survival. Một khi người chơi đã đánh bại 8 nhiệm vụ ban đầu, họ được khen thưởng với 4 nhiệm vụ thêm. Khi tất cả 12 nhiệm vụ bị đánh bại, người chơi có thể cố gắng một nhiệm vụ sống còn 5 phút, trong đó tỷ lệ cược là chống lại họ. Các gói DLC được phát hành vào ngày 25 tháng 8 năm 2009 để được đánh giá chủ yếu là tầm thường và tiêu cực do thiếu nội dung và sự khéo léo.

## Đón nhận

### Đánh giá trên Xbox 360
Phiên bản Xbox 360 của Mass Effect 360 đã nhận được nhiều đánh giá tích cực. Tại Game Rankings trò chơi nhận được điểm trung bình là 90,71% của 86 bài đánh giá. Tại Metacritic trò chơi nhận được điểm trung bình là 91 trên 100 từ 74 bài đánh giá.
Game Informer cho Mass Effect số điểm là 9,75 trên 10 và nói rằng "Đây là thương hiệu lớn tiếp theo cho những ai nghiện khoa học viễn tưởng bám vào... một bước tiến rất lớn cho các trò chơi điện tử" cũng như "mở ra thời đại mới cho cách viết cốt truyện có thể tương tác". Điểm tiêu cực được đề cập đến là vấn đề cân bằng và vấn đề về AI trong hệ thống chiến đấu . Official Xbox Magazine thì cho trò chơi trọn 10 điểm và nói rằng "Mass Effect là một tiểu thuyết về khoa học viễn tưởng tuyệt vời dưới hình thức trò chơi điện tử. Có nghĩa là, nó trộn lẫn tầm cỡ cao nhất của câu chuyện nguyên chất cùng với yếu tố hành động thuần túy đã tạo ra một trò chơi tuyệt vời". Các nhận xét từ OXM cũng tích cực như "Đây là trò chơi hay nhất tôi đã từng chơi" cùng "Câu chuyện hay nhất từng có cho một trò chơi điện tử" . Electronic Gaming Monthly đã trao danh hiệu Vàng cho Mass Effect với số điểm là 9, 9.5 và 9. Nhưng đồng thời cũng phê bình một số lỗi như các lớp nhân vật không cân bằng cũng như chiếc Mako IFV có thể leo dốc cao đến 85° là không hợp lý . GameSpy và X-Play đều cho số điểm là 5 trên 5 với lời nhận xét "Mass Effect đã đưa ngành giải trí tương tác lên một tầm cao mới và việc đó được khuyến khích. Đây là một trong các trò chơi hay nhất của năm, và chắc chắn sẽ được nhớ đến như một trò chơi hay nhất từng được thực hiện" . Shacknews ca ngợi: "Khi lối chơi cốt lõi là không có gì mới - đôi khi đáng thất vọng như vậy - Mass Effect đại diện cho một bước nhảy thế hệ trong nghệ thuật kể chuyện" . Slashdot cũng đánh giá cao lối kể chuyện, nói rằng "Cốt truyện Mass Effect sẽ khiến bạn cười, tức giận, và vô cùng đau buồn - trong một số trường hợp là tất cả nhân vật ". GameTrailers cho Mass Effect là 9,6 trên 10, một trong những đánh giá của nó cao nhất từ trước đến nay . GameSpot đã đánh giá phiên bản cho hệ Xbox 360 là "Một trò chơi tuyệt vời với những khoảnh khắc đáng nhớ và dù còn một số chướng ngại nhỏ nhưng quan trọng nhất là giữ nó lại đạt được khả năng thực sự của nó". Sau đó họ nhận xét phiên bản PC và cho điểm số cao hơn gọi đó là "sự lựa chọn tốt nhất để trải nghiệm trò chơi tuyệt vời này."
IGN cho trò chơi số điểm là 9,4 trên 10 cùng lời nhận xét "đánh dấu một tầm cao mới cho việc viết cốt truyện của các trò chơi", đồng thời cũng chỉ ra một lời chỉ trích phổ biến ở hầu hết các ý kiến cho trò chơi, trong khi "yếu tố RPG nổi bật" thì ""Các trục trặc, AI nghèo nàn, và thiết lập đội hình nhóm chiến đầu nghèo nàn đã kéo trò chơi xuống" . Eurogamer thì viết ngay phần mở đầu của bài giới thiệu là "Mass Effect chắc chắn là một trò chơi tuyệt vời với nhiều rắc rối phải vượt qua - nó không hoàn toàn xứng đáng với việc được khen ngợi mà không có câu hỏi nào" . Mass Effect đã giành được danh hiệu Trò chơi nhập vai hay nhất năm 2007 của GamePro với chiều sâu cốt truyện và thế giới rộng lớn của nó. Than phiền đối với trò chơi là "đi thang máy là dài một cách kì cục" . IGN đã đánh giá Mass Effect là Trò chơi hay nhất hệ Xbox 360 vào tháng 10 năm 2008 .
Theo số liệu cập nhật từ Microsoft, trong 6 tuần sau khi trò chơi đã được phát hành, nó đã bán được 1,6 triệu bản .

### Đánh giá trên Window
Đánh giá ban đầu của phiên bản Windows từ Ars Technica và PC Zone đã gọi nó là hiệu ứng "dứt khoát" Thánh Lễ, và một xuất sắc cho nền tảng Windows. Nhận xét chính đầu tiên của Mass Effect cho Windows là từ PC Zone, ghi được 92%. PC Gamer Mỹ cho một trò chơi 91%, mặc dù nói rằng "quản lý kho đồ là một cơn ác mộng " .

### Giải thưởng
Sự ra mắt của Mass Effect trong cuộc triển lãm E3 2006 đã được đón nhận tốt và kết quả là trò chơi chiến thắng nhiều giải thưởng trong các hội chợ, trong đó có Trò chơi nhập vai hay nhất bởi Game Critics Awards . Một trong những giải thưởng gần đây nhất và có lẽ quan trọng hơn là việc trò chơi đứng hạng nhất trong bảng xếp hạng "top 25 trò chơi hay nhất cho hệ Xbox 360" tại IGN .
Sau khi phát hành, Mass Effect đã nhận được nhiều giải thưởng. Trong Spike TV Awards, trò chơi thắng giải "Trò chơi nhập vai hay nhất" . GameTrailers đã trao cho trò chơi giải thưởng "Trò chơi nhập vai hay nhất" và "Thương hiệu trò chơi mới hay nhất" . TeamXbox đã trao giải thưởng "Trò chơi nhập vai hay nhất", "Cốt truyện hay nhất" cũng như giải thưởng "Trò chơi của năm" . IGN trao tặng trò chơi các giải "Trò chơi nhập vai hay nhất", "Nhạc hay nhất" và "Câu chuyện hay nhất" . Tờ The New York Times đãng đánh giá Mass Effect là "Trò chơi của năm" . Một danh sách hoàn chỉnh các giải thưởng có thể được tìm thấy tại trang web chính thức của trò chơi .

## Tranh luận

### Tranh cãi về cảnh quan hệ tình dục
Mass Effect có một cốt truyện phụ tùy chọn lãng mạn. Shepard có thể phát triển một mối quan hệ với một thành viên con người trong nhóm (Kaidan Alenko hay Ashley Williams), hoặc với một người ngoài hành tinh da xanh (Liara T'Soni). Cặp đôi này có thể ngủ cùng nhau gần cuối của trò chơi; một đoạn phim cắt cảnh sau đó cho thấy một đoạn nhanh chóng của một cuộc gặp gỡ tình dục, mặc dù không có hành vi quan hệ tình dục hoặc mô tả cụ thể của ảnh khoả thân được cho thấy. New York Times so sánh nội dung của nó với mạng lưới truyền hình Mỹ buổi tối .
Cảnh đầu tiên đã bị công kích bởi bài viết của blogger tân bảo thủ Kevin McCullough của "The 'Sex-Box' Race for President."  McCullough làm việc một cách mạnh mẽ, báo cáo sai sự thật như "Mass Effect can be customized to sodomise whatever, whomever, however, the game player wishes," và "with its 'over the net' capabilities virtual orgasmic rape is just the push of a button away." 
Bài viết của McCullough do đó đã gặp phải sự phẫn nộ từ cộng đồng chơi game. McCullough đã ban hành một lời xin lỗi bằng cách nói: "I DO apologize to the gaming universe!" Ông đã đi sâu vào để nói "Tôi vẫn đồng tình với ý kiến ban đầu của tôi rằng các nội dung bị phản đối trong Mass Effect là vẫn còn gây khó chịu."  Cách xử lý tình hình của McCullough đã được nhái lại trong truyện tranh mạng nổi tiếng của giới chơi game là Penny Arcade và mạng phim hài trực tuyến LoadingReadyRun .
Jack Thompson cho biết về cuộc tranh cãi như sau: "The guy who shot his mouth off about it had no idea what the Hell he was talking about. This contrived controversy is absolutely ridiculous." 
Ngày 21 tháng 1 năm 2008, một đoạn của Fox News là "The Live Desk With Martha MacCallum" bàn luận về Mass Effect với tiêu đề "'SE'XBOX?' New video game shows full digital nudity and sex." MacCallum nói rằng trò chơi "không có gì cho trí tưởng tượng" và tính năng "khả năng cho người chơi tham gia vào quan hệ tình dục đồ họa đầy đủ", nơi người chơi được quyết định những gì sẽ xảy ra, trích dẫn các nhà phê bình nói rằng các trò chơi được đánh giá Mature là thị trường cho trẻ em và thanh thiếu niên, và đọc một phản bác từ nhà xuất bản Microsoft nói rằng công ty tuân thủ hệ thống đánh giá và cung cấp các công cụ giám sát cho các bậc cha mẹ. Chuyên gia tâm lý học và tác giả Cooper Lawrence và nhà báo trò chơi điện tử Geoff Keighley cũng đã được phỏng vấn. Lawrence mô tả nội dung tình dục trong trò chơi điện tử như giảng dạy người dùng hoạt động của họ, thanh thiếu niên, để xem xét phụ nữ là đối tượng của ham muốn tình dục của họ. Bà nói thêm rằng nhân vật của người chơi trong trò chơi là một người đàn ông quyết định có bao nhiêu phụ nữ anh muốn ở với. Keighley tập trung vào thách thức tính chính xác của báo cáo trước đó, nói rằng nó là một sự lựa chọn để chơi các nhân vật chính là nam hay nữ. Ông cũng mô tả Mass Effect là có một tùy chọn ngắn gọn tình dục như là kết quả của một mối quan hệ lãng mạn trong 30 giờ của trò chơi, và lập luận chống lại những cáo buộc sai lầm về đồ họa ảnh khoả thân phía trước đầy đủ trong trò chơi. MacCallum và Lawrence thừa nhận rằng họ đã không thực sự chơi trò chơi.
Electronic Arts, công ty mẹ của BioWare, yêu cầu sửa chữa "sai sót nghiêm trọng" từ Fox News trong một bức thư ngỏ . Fox News đã trả lời rằng EA sẽ được cung cấp một cơ hội để xuất hiện trên kênh.
Ngày 25, Lawrence, người đã kể từ đó theo dõi một người nào đó chơi trò chơi trong khoảng hai-và-một-giờ rưỡi đã rút lại tuyên bố trước đó của mình trong một cuộc phỏng vấn. Bà nói thêm rằng bà đã nói trò chơi tương tự như nội dung khiêu dâm, và ghi nhận rằng bà "đã nhìn thấy một tập của Lost có cảnh tình dục rõ ràng hơn." Trong thời gian đó, chủ yếu là một phản ứng từ cộng đồng chơi game bị xúc phạm, cuốn sách mới nhất của cô đã thu hút được hàng trăm ý kiến của khách hàng trên Amazon.com mà đánh giá nó là năm sao. Nhiều người trong số những đánh giá ghi nhận với sự mỉa mai rằng họ đã không đọc cuốn sách của bà, nhưng nghe từ một người khác nói cuốn sách là xấu, và do đó đã bỏ phiếu thấp . Trong bài xã luận, Adam Sessler của G4 đã gọi cuộc phỏng vấn như là một "kinh cầu của sự giả dối" và nhại lại báo cáo của Lawrence .

### Đánh giá Singapore M18
Mass Effect bị cấm ở Singapore trong một thời gian ngắn trước khi nó được nâng lên với một đánh giá M18. Kiểm duyệt trong nước cho biết cảnh phụ nữ ngoài hành tinh và con người vuốt ve nhau là lý do chính tại sao trò chơi không được phép bán tại các cửa hàng trò chơi điện tử tại Singapore .

### Vi phạm ngày đường
Vào ngày 9 tháng 11 năm 2007, 11 ngày trước ngày phát hành chính thức của trò chơi, tin tức trên internet nổi lên rằng trò chơi là có sẵn để bán ở một số cửa hàng Kmart tại Hoa Kỳ. Điều này sau đó đã được xác nhận bởi Cộng đồng Điều phối viên của BioWare là Chris Priestly trên diễn đàn chính thức của Mass Effect . Ngày đường phố cũng bị phá vỡ ở Úc vào ngày 16 tháng 11 năm 2007 bởi EB Games là người đã nhận được bản sao của trò chơi đầu và nó như là một dấu hiệu để bắt đầu phân phối. Điều được lặp đi lặp lại bởi các nhà bán lẻ trò chơi khác, bao gồm JB Hi-Fi, Gametraders, Zellers, và GAME .

### Quản lý quyền kỹ thuật số
Ngày 6 tháng 5 năm 2008, BioWare đã xác nhận rằng họ sẽ được sử dụng phiên bản mới nhất của phần mềm quản lý quyền kỹ thuật số SecuROM với việc phát hành phiên bản Windows của Mass Effect . Quyết định này đã thu hút những lời chỉ trích như SecuROM sẽ yêu cầu kích hoạt trực tuyến sau khi cài đặt bên cạnh một "check-in", nơi mà các sản phẩm phải tái xác nhận bản thân mỗi 10 ngày hoặc nó sẽ chấm dứt hoạt động cho đến lần check-in kế tiếp thành công . Vào ngày 9 tháng 5 năm 2008, BioWare đã quyết định để loại bỏ việc tái xác nhận định kỳ 10 ngày, nói rằng nó "nghe rất chặt chẽ với các fan của nó và chúng tôi đã thực hiện quyết định này để đảm bảo chúng tôi đang cung cấp những kinh nghiệm tốt nhất có thể cho họ." Người chơi sẽ vẫn cần phải kết nối đến máy chủ trước khi họ khởi động Mass Effect lần đầu tiên hoặc tải về gói nội dung trò chơi mới . Trò chơi có thể được chứng thực 3 lần. Sau đó người chơi sẽ phải liên hệ với Hỗ trợ khách hàng của EA, người sau đó có thể trên cơ sở từng trường hợp "cung cấp thêm bất kỳ xác thực được bảo hành . Kể từ đó, EA đã phát hành De-Authorization Tool cho một số trò chơi bảo vệ bởi SecuROM Protected khi phát hành sau tháng 5 năm 2008, trong đó bao gồm Mass Effect .
Tháng 3 năm 2009, Steam phát hành trò chơi loại bỏ SecuROM DRM và thay thế nó với phân phối trực tuyến và hệ thống DRM của Valve, quan hệ cấp giấy phép trò chơi đến một tài khoản người dùng trực tuyến .